# Talagi
Talagi (in lingua russa Талаги) è una città situata in Russia, nell'Oblast' di Arcangelo, più precisamente nel Primorskij rajon.